# Dias Melhores Virão
Pour plus de détails, voir Fiche technique et Distribution.
Dias Melhores Virão est un film brésilien réalisé par Carlos Diegues, sorti en 1990.

## Synopsis
Maryalva est une femme qui gagne sa vie en faisant le doublage de séries nord-américaines pour la télévision, mais qui rêve de devenir une star hollywoodienne.

## Fiche technique
- Titre français : Dias Melhores Virão
- Réalisation : Carlos Diegues
- Scénario : Antônio Calmon, Carlos Diegues, Vicente Pereira et Vinícius Vianna
- Pays d'origine : Brésil
- Format : Couleurs - 35 mm - Stéréo
- Genre : comédie dramatique
- Durée : 92 minutes
- Date de sortie : 1990

## Distribution
- Marília Pêra : Maryalva 'Mary' Matos
- Paulo José : Pompeu
- Zezé Motta : Dalila
- José Wilker : Wallace Caldeira
- Rita Lee : Mary Shadow
- Marilu Bueno : Adelaide
- Paulo César Peréio : Pereira
- Antonio Pedro : Salgado
- Betina Vianny : Janete
- Benjamin Cattan : Ferreirão
- Patricio Bisso : Juanita
- Michael Royster : Larry Shadow
- Sandra Pêra : Tânia
- Joffre Soares : le colonel
- Leticia Monte : Iara
- Lília Cabral : la secrétaire
- Aurora Miranda : Aurora

## Analyse
Ce film d'un des réalisateurs les plus appréciés au Brésil du cinema Novo, Carlos Diegues, est sorti en pleine crise économique, à un moment où la production locale avait du mal à remplir les salles, et était étranglée par une rupture des aides publiques décidée par le président Fernando Collor de Mello. Malgré son titre, signifiant en français Des jours meilleurs viendront, et le trio féminin, très apprécié, composé de Marília Pêra, de Zezé Motta et de la musicienne Rita Lee (dont c'est une des rares apparitions comme actrice), le succès est mitigé.
Le film représente le Brésil à la Mostra de Venise et au 40e Festival international de cinéma de Berlin, en 1990.